# Segunda Guerra Civil Inglesa
A Segunda Guerra Civil Inglesa (1648–1649) foi a segunda de três guerras conhecidas como Guerra civil inglesa que se refere a uma série de conflitos armados e maquinações políticas que ocorreram entre o Parlamento e os Realistas entre 1642 e 1652. Este período incluiu a Primeira Guerra Civil Inglesa (1642–1646) e a Terceira Guerra Civil Inglesa (1649–1651)

## Visão Geral
No final da Primeira Guerra em 1646, parte do vazio de poder em que qualquer combinação das três facções inglesas, Realistas, Independentes do New Model Army (daqui por diante chamado de Exército), e os Presbiterianos do Parlamento Inglês, e assim como o Parlamento Escocês aliado aos Presbiterianos Escoceses, podia se provar forte o suficiente para dominar as restantes. 
A facção Realistas armada estavam politicamente no fim, e, apesar de ser um prisioneiro, o rei Carlos I era considerado por si mesmo e pelos seus oponentes (quase até ao fim) como necessário para garantir o sucesso de qualquer grupo que pudesse chegar a um acordo com ele. Assim, o rei passou sucessivamente nas mãos dos Escoceses, os Parlamentares e o Exército. O Rei tentou reverter o veredicto das armas tentando agradar a cada grupo. No dia 3 de Junho de 1647 George Joyce, comandante da cavalaria de Thomas Fairfax capturou o Rei para o Exército, depois dos Presbiterianos Ingleses e Escoceses, começarem a preparar uma nova guerra civil, desta vez contra a Independência. Depois de fazer uso da espada do Exército, os oponentes tentaram dispensá-los, mandando-os para serviços no estrangeiro e atrasando os seus soldos. O resultado foi que a liderança do Exército ficou irritada de modo incontrolável, e não somente lembrando as suas reclamações mas também o princípio pelo qual o Exército havia lutado, em breve se tornaria na força política mais poderosa no reino. De 1646 a 1648 a brecha entre o exército e o Parlamento aumentou dia após dia até que finalmente o partido presbiteriano, combinado com os Escoceses e os Realistas remanescentes, se sentiu forte o suficiente para começar uma segunda guerra. 

## Revolta contra o Parlamento no Sul de Gales
Quando em Fevereiro de 1648 o Coronel John Poyer, Governador Parlamentar do Castelo de Pembroke, se recusou a entregar o seu comando a um dos oficiais de Fairfax, logo se juntaram uma centena de oficiais e homens, que se amotinaram ostensivamente pelos soldos atrasados, mas na verdade com objetivos políticos. Ao final de Março, encorajado por pequenos sucessos, Poyer abertamente se declarou para o Rei. Soldados dispensados continuaram a se juntar a ele em Abril, toda a Gales do Sul se revoltou, e eventualmente se juntou a ele o Major-General Rowland Laugharne, seu comandante de distrito, e o Coronel Rice Powell. Em Abril também chegaram notícias de que os Escoceses estavam se armando e que Berwick e Carlisle haviam sido tomadas pela Royalista Inglesa.
Oliver Cromwell foi imediatamente enviado no comando de um forte destacamento militar para lidar com Laugharne e Poyer, mas antes de ele chegar Laugharne havia sido derrotado em 8 de Maio pelo Coronel Thomas Horton na Batalha de St Fagans. Os presbiterianos encontraram dificuldade de reconciliar seus princípios com os de seus aliados quando pareceu que os prisioneiros tomados em St Fagans perfuraram “Nós desejamos ver nosso Rei” em seus chapéus; muito em breve a guerra se tornaria uma revolta dos Realistas, e a guerra no norte em tentativa de misturar os cidadãos ingleses Realistas e Presbiterianos por meio do Exército Escocês. Os primeiros foram perturbadores da paz e nada mais. Quase todos os Realistas que lutaram na Primeira Guerra Civil tinham dado a sua palavra de honra de não lutar contra os Parlamentares, e muitos honoráveis Realistas, e em primeiro entre eles o velho Lorde Astley, que havia lutado a última batalha pelo rei em 1646, recusaram-se a quebrar sua palavra e tomar parte da segunda guerra. Aqueles que o fizeram, e por implicação aqueles que cooperaram para fazê-lo, foram tratados da forma mais rigorosa quando capturados, para o Exército era um humor menos implacável em 1648 do que em 1645, e já tinham determinado que “um apelo a Charles Stuart, aquele homem de sangue, por uma conta de sangue que ele tinha compartilhado”.

## Revolta contra o Parlamento em Kent
Uma precursora da Segunda Guerra Civil em Kent havia começado numa Quarta, 22 de Setembro de 1647, quando o porta voz da cantuária tinha proclamado que o comitê do condado ordenou pela supressão do Natal e o tratamento como se fosse um dia qualquer de trabalho. Entretanto, uma grande multidão reuniu-se três dias antes para exigir o serviço da igreja, decoração nas portas com guirlandas, e manter as lojas fechadas. A multidão – sob o ‘’slogan’’ de ‘’Por Deus, Rei Carlos, e Kent’’ – então começou uma série de violência e confusão, com os soldados sendo atacados, a casa do prefeito sendo atacada, e a cidade sob controle dos baderneiros por várias semanas até serem forçados a se render no início de Janeiro.
Em 21 de Maio de 1648, Kent se revoltou em nome do Rei, e poucos dias mais tarde o mais sério episódio dos Independentes foi fulminado pela deserção da Marinha, da qual eles haviam tirado o Vice-Almirante William Batten, por ser Presbiteriano. Apesar do primeiro Comandante da Marinha, Conde de Warwick, também Presbiteriano, ter sido trazido de volta a ativa, não foi antes da Marinha ter feito uma declaração puramente Royalista e ter se colocado sob o comando de Príncipe de Gales. Mas Fairfax tinha uma clara visão e objetivo então distraiu o Parlamento. Ele se moveu rapidamente para Kent, na tarde de 1 de Junho a Batalha de Maidstone foi aberta pela força, depois o qual os recrutadores locais foram dispersados para suas casas, e os mais determinados Realistas, depois de uma tentativa fútil de induzir a cidade de Londres a se declarar por eles, fugiram para Essex.

### As Dunas
Antes de deixar Essex, Fairfax delegou o comando das forças do Parlamento para o Coronel Nathaniel Rich a lidar com os remanescentes da revolta de Kent no oeste do condado, onde os navios de guerra das forças Realistas haviam ido tomar o controle de três castelos previamente Parlamentares, os “castelos das Dunas” walmer, Deal e Sandown. Demorou quase um mês para retomar o castelo de Walmer, de 15 de Junho a 12 de Julho, antes de se mover para os castelos de Deal e Sandown. Mesmo assim, devido ao pequeno tamanho das forças de Rich, ele não era capaz de cercar ambos os castelos de uma vez e as duas fortificações eram capazes de se ajudar. Em Deal ele também estava sob bombardeio dos navios de guerra, que haviam chegado em 15 de Julho mas não haviam conseguido desembarcar reforços. No dia 16, trinta navios de Flandres chegaram com aproximadamente 1500 mercenários e – apesar dos navios terem ido embora rápido quando os Realistas ficaram sem dinheiro para pagá-los – isto incitou o suficiente o medo em Kent de uma invasão estrangeira para permitir que o Sir Michael Livesey levantasse uma larga força para ajudar as tropas do Coronel Rich.
No dia 28 de Julho, os navios Realistas retornaram e, depois de três semanas de tentativas frustradas de desembarcar as tropas em Deal, na noite de 13 de Agosto, eles levaram 800 soldados e marinheiros para terra de madrugada. Esta força poderia ser suficiente para surpreender o cerco das forças Parlamentares pelas costas se um desertor Royalista não tivesse alertado os Parlamentares a tempo de se defender. Menos de 100 soldados voltaram para os navios e cerca de 300 fugiram para o castelo de Sandown. Outra tentativa de desembarque logo falhou e, quando no dia 23 de Agosto uma flecha pôs fogo no Castelo de Deal, na Batalha de Preston, a maioria das esperanças dos Realistas foi perdida e 2 dias depois o castelo se rendeu, seguido de Sandown em 5 de Setembro.
Isto finalmente terminou com a rebelião em Kent. Rich foi nomeado Capitão do castelo de Deal, uma posição que manteve até 1653 e no qual ele gastou em torno de £ 500 em reparos.

## Revolta em outros lugares
As revoltas na Cornualha, Northamptonshire, norte de Gales, e Lincolnshire colapsaram tão facilmente quanto em Kent. Apenas no sul de Gales, Essex e no norte da Inglaterra que havia sérias lutas. No primeiro desses distritos, Sul de Gales, Cromwell rapidamente rapidamente reduziu todas as fortalezas exceto Pembroke. Lá Laugharne, Poyer e Powel se retiram com a coragem desesperadora de desertores.

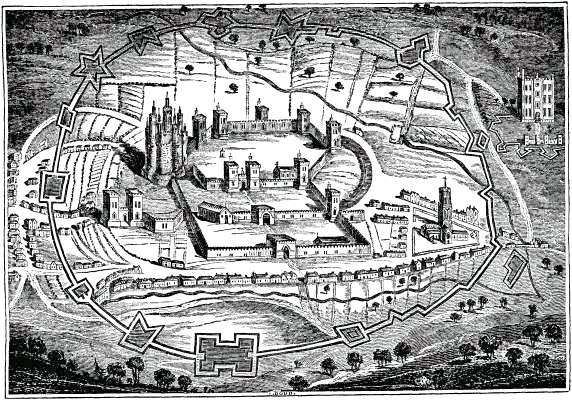
Castelo de Pontefract em 1648.

No norte, o Castelo de Pontefrack foi surpreendido pelos Realistas, e logo depois o Castelo de Scarborough declarou apoio ao rei também. Fairfax, depois do seu sucesso em Maidstone a pacificação de Kent, se voltou para o norte para tomar Essex, onde, sob uma ardente, experiente e popular liderança de Sir Charles Lucas, os Realistas estavam em grande maioria numérica. Fairfax em pouco tempo dirigiu Lucas para Colchester, mas o primeiro ataque na cidade foi repelido e ele teve que preparar um longo e fadigante cerco.
Um levante em Surrey é lembrado apenas pela norte do jovem Lorde Francis Villiers, irmão mais novo de George Villiers, 2.º Duque de Buckingham, num combate no em Kingston (7 de Julho de 1648). O levante terminou tão rápido quanto tinha reunido forces, e seus líderes, o Duque de Buckingham e Henry Rich, 1.º Duque da Holanda, escaparam, depois de outra tentativa de induzir Londres a se declararem por eles, de St Albans e St Neots onde Rich foi feito prisioneiro. Buckingwam escapou para o mar.

## Lambert no Norte
O Major-General John Lambert, um brilhante e jovem comandante de vinte nove anos, estava mais do que numa situação de equilíbrio. Ele deixou os cercos do Castelo de Pontefract e Scarborough para o Coronel Edward Rossiter, e correu para Cumberland para lidar com os Realistas sob o comando de Sir Marmaduke Langdale. Com sua cavalaria, ele entrou em contato com o inimigo em Carlisle e vagarosamente voltou para Bowes e o Castelo de Barnard. Lambert lutou pequenas reações de retaguarda para perturbar o inimigo e ganhar tempo. Langdade não o seguiu para as montanhas, em vez disso ele mesmo se ocupou de recrutar soldados, suprimentos de material, e comida para o avanço dos Escoceses.
Lambert se reforçou e reapareceu no início de Junho e compeliu Langdale de volta a Carlisle com seu trabalho terminado pela metade. Ao mesmo tempo, a cavalaria local de Durham e Northumberland foi colocado em campo pelos Parlamentares pelo Sir Arthur Hesilrige, governador de Newcastle. Em 3o de Junho, sob o comando direto do Coronel Robert Lilburne, estas forças montadas venceram com considerável sucesso no Rio Coquet.
Este revés, junto com a existência das forças Realistas de Langdale do lado de Cmberland, praticamente compeliram Hamilton a escolher a costa oeste como rota para o seu avanço. Seu exército Escocês ‘’Engager’’ começou vagarosamente a se mover ao longo de uma passagem entre as montanhas e o mar. A Campanha de Preston que se seguiu foi uma das mais brilhantes na história da Inglaterra.

## Campanha de Preston
No dia 8 de Julho de 1648, quando o exército escocês ‘’Engager’’ atravessou a fronteira para dar suporte aos Ingleses Realistas, a situação military estava bem definida. Para os Parlamentares, Cromwell cercava Pembroke no Sul de Gales, Fairfax cercava Colchester em Essex e o Coronel Rossiter cercava Pontefract e Scarborough ao norte. No dia 11 de Julho, Pembroke caiu seguido de Colchester em 28 de Agosto. Em todos os lugares a rebelião havia sido debelada rapidamente. Cromwell e Lambert, entretanto, se entendiam perfeitamente, enquanto os comandantes escoceses discutiam entre si e com Langdale.
Como o levante dos ingleses estava prestes a colapsar, eram apenas nas aventuras do Exército Escocês que o interesse da Guerra estava centrado. A maior parte consistia em levantar fundos e, como o Partido de Presbiteriano tinha se recusado a sancionar o Exército escocês (um acordo entre o Rei Carlos I e o Parlamento Escocês para os escoceses intervirem na Inglaterra em nome de Carlos), David Leslie e milhares de experientes oficiais e homens de declinaram a servir. A liderança de James Hamilton provou ser uma pobre substituta de Leslie. O exército de Hamilton também estava tão mal provido que assim que a Inglaterra foi invadida começaram a saquear o campo para ter meios de se sustentar.
No dia 8 de Julho de 1648, os Escoceses, com Langdale a frente do exército, estavam perto de Carlisle e reforços eram aguardados de Ulster diariamente. A cavalaria de Langdale estava em Penrith, Hexham e Newcastle, tão fraca para lutar e tendo apenas liderança experiente e rapidez no movimento para capacitá-los a ganhar tempo.
O Castelo de Appleby se rendeu aos escoceses no dia 31 de Julho, onde Labert, que ainda estava no flanco de avanço escocês, voltou do Castelo de Barnard para Richmond tal para perto de Wensleydale contra qualquer tentativa dos invasores de marcharem para Pontefract. Toda a energia restante da cavalaria de Langdade não era capaz de expulsar Lambert de descobrir o que estava atrás desta impenetrável cavalaria. A crise estava agora na mão. Cromwell havia recebido a rendição do castelo de Pembroke em 11 de Julho, e tinha começado a marchar com seus homens sem pagamento, com roupas rasgadas e sem sapatos, em velocidade máxima através do país. Chuvas e tempestades atrasaram a marcha, mas eles sabia que o Duque de Hamilton no terreno quebrado de Westmorland seria muito pior. Sapatos vieram de Northampton e suprimentos de Coventry ao seu encontro, em Nottingham, e, recrutando tropas locais conforme ia avançando, ele chegou a Doncaster no dia 8 de Agosto, tendo ganhado seis dias de avanço pelo tempo que tinha se permitido durante a marcha. Ele então convocou a artilharia de Hull, trocando as tropas recrutadas no local pelo exército regular que estava cercado em Pontefract, e se posicionado para encontrar Lambert. No dia 12 de Agosto ele estava em Wetherby, Lambert com a cavalaria e infantaria em Otley, Langdale em Skipton e Gargrave, Hamilton em Lancaster, e Sir George Monro com os Escoceses de Ulster e os Realistas Carlistas (organizados em comandos separados devido ao atrito entre Monro e os generais do exército principal) em Hornby. No dia 13 de Agosto, enquanto Cromwell estava marchando para se juntar a Lambert em Otley, os comandantes escoceses ainda estavam disputando se iam ir por Pontefract ou continuar através de Lancashire de forma a se juntar a Lorde Byron e os Realistas.

### Batalha de Preston
No dia 14 de Agosto de 1648 Cromwell e Lambert estavam em Skipton, no dia 15 de Agosto em Gisburn, e no dia 16 eles marcharam pelo vale do Rio Ribble em direção a Preston, com completo conhecimento da posição dos inimigos e com determinação total para atacá-los. Eles tinha não apenas cavaleiros e soldados do Exército, mas também da milícia de Yorkshire, Durham, Northumberland e Lancashire, e além disso estava pesadamente em maior número com aproximadamente 14 000 homens. Mas Hamilton foi disperso para a conveniência de suprimentos ao longo da estrada para Lancaster, através de Preston, em direção a Wigan, as tropas de Langdale tinham assim que começar pelo flanco esquerdo em vez de pela frente do exército.
Langdale convocou suas tropas, talvez com a visão resumida de seus deveres de se manter a frente do exército, na noite de 13 de Agosto de, e os juntou perto de Longridge. Não é claro se ele reportou ou não o seu avanço a Cromwell, mas se o fez, Hamilton ignorou esse relatório, pois em 17 de Agosto Monro estava a meio dia de marcha ao norte, Langdale ao leste de Preston, e o exército principal espalhado pela estrada de Wigan, o Major-General William Baillie com um corpo de infantaria, a retaguarda da coluna ainda em Preston. Hamilton, complacente para a importunidade de seu tenente-general, James Livingston, 1.º Conde de Callendar, enviou Baillie através do Ribble para seguir o exército principal assim como Langdale, apenas com 3000 soldados e 500 cavaleiros, que enfrentaram o primeiro ataque de Cromwell. Hamilton, assim como Carlos em Edgehill, passivamente se dividiu, sem direção, a batalha de Preston, e, apesar dos homens de Langdale terem lutado magnificamente, eles foram derrotados depois de 4 horas de combate em direção ao Ribble.
Baillie tentou cobrir as pontos do Ribble e do Darwen na estrada de Wigan, mas Cromwell já tinha forçado seu caminho através da ambas antes do cair da noite. A ocupação foi de uma vez tomada, e não diminuída até Hamilton ter sido conduzido por Wigan e Winwick para Uttoxeter e Ashbourne. Lá, pressionado furiosamente pela retaguarda pela cavalaria de Cromwell e se defendendo na frente das milíciais, os remanescentes do exército escocês se renderam em 25 de Agosto. Várias tentativas foram feitas para erguer o pavilhão Realista em Gales e outros lugares, mas Preston havia sido a gota d’água. Em 28 de Agosto, famintos e sem esperança de libertação, os Realistas de Colchester se renderam ao Lorde Fairfax.

## Execução de Carlos I
A vitória na Segunda Guerra Civil não foi misericordiosa para aqueles que trouxeram a guerra para o reino novamente. Na tarde da rendição de Colchester, Sir Charles Lucas e Sir George Lisle foram mortos. Laugharne, Poyer e Powel foram sentenciados à morte, mas apenas Poyer foi executado em 25 de Abril de 1649, sendo a vítima selecionada de acordo com o destino. Dos cinco proeminentes pariatos dos Realistas que haviam caído nas mãos dos Parlamentares três, o Duque de Hamilton, o Conde da Holanda e o Barão de Capell, um dos prisioneiros de Colchester foram guilhotinados em Westminster em 9 de Março. Sobre tudo, depois de longas hesitações, mesmo depois da renovação das negociações, o Exército e os Independentes conduziram o “Expurgo de Pride” da casa removendo todas as seus mal-desejados, e criando uma corte para julgamento e sentenciamento do Rei Carlos I. ao término do julgamento os juízes declararam Carlos I culpado por alta traição, como um “tirano, traidor, assassino e inimigo público". Ele foi guilhotinado num palanque em frente a Banqueting House do Palácio de Whitehall em 30 de Janeiro de 1649. Depois da restauração em 1660 os regicidas que não ainda estavam vivos e não estavam vivendo no exílio foram executados ou sentenciados à prisão.

## Castelo de Pontefract
O castelo de Pontefract foi considerado por Oliver Cromwell como "[...] uma das mais fortes guarnições militares no reino". Sua ruína foi resistir ao norte pelos Realistas. Após a execução de Carlos I a guarnição reconheceu Carlos II como Rei e se recusou a se render. Foi a última fortificação Realista a se render e foi finalmente tomada em 24 de Março de 1649. O Parlamento ordenou que o remanescente do castelo fosse demolido no mesmo ano.

## Leitura complementar
- House of Lords Journal Volume 10 19-5-1648: Letter from L. Fairfax, about the Disposal of the Forces, to suppress the Insurrections in Suffolk, Lancashire, and S. Wales; and for Belvoir Castle to be secured
- House of Lords Journal Volume 10 19-5-1648: Disposition of the Remainder of the Forces in England and Wales (não mencionado na carta de Fairfax)